# Filippo Capocci
Filippo Capocci (* 11. Mai 1840 in Rom; † 25. Juli 1911 in Rom) war ein italienischer Organist und Komponist.

## Leben und Werk
Von seinem Vater Gaetano Capocci wurde F. Capocci in Orgelspiel und Harmonielehre ausgebildet und erhielt 1861 das Klavierdiplom der Accademia di S. Cecilia in Rom. In demselben Jahr wurde er der Pianist in deren Congregazione; außerdem erwarb er sich schon früh durch seine Virtuosität und Improvisationskunst große Anerkennung als Organist. Im Jahr 1875 wurde Capocci zum ersten Organisten der Basilika San Giovanni in Laterano ernannt; darüber hinaus war er jedoch auch an anderen römischen Kirchen als Organist tätig. Nach dem Tod seines Vaters 1898 wurde er Kapellmeister an der Capella Pia an San Giovanni in Laterano. Anlässlich der Abnahme der großen Orgel in S. Luigi dei Francesi durch A. Guilmant entstand seine erste Orgelsonate. Die Begegnung mit diesem französischen Orgel-Komponisten, der diese Orgel konzipiert hatte und dem Capocci seine Sonate widmete, wurde für ihn wegweisend. Durch diese erste Orgelsonate wurde Capoccis Ruhm begründet, der sich dank seiner erfolgreichen Konzerttätigkeit bald auch über Italien hinaus verbreitete.
Zu den Schülern Capoccis, welcher an der Accademia di S. Cecilia Orgelunterricht erteilte, zählt unter anderem Margarethe von Savoyen, die seit ihrer Ankunft in Rom im Jahr 1871 großes Interesse für die römischen Musiker und Komponisten bekundete und eine bedeutende Mäzenin der Accademia wurde.

## Bedeutung
Capocci brachte neue Anregungen in die römische Orgelschule ein und verwandte sich dafür, dass die Orgeln in den Kirchen der italienischen Hauptstadt erweitert und renoviert wurden, um in Rom die französische Orgelspieltechnik einzuführen und das Orgel-Repertoire internationaler zu gestalten. Seine Kompositionen atmen den Geist seines großen Vorbilds Alexandre Guilmant: Satztechnik und Kompositionsduktus finden in ihm ihr Vorbild. Der Schwerpunkt seines Schaffens liegt im Bereich der Kirchenmusik, insbesondere für die Orgel, wobei hier im Mittelpunkt seine sechs Orgelsonaten stehen, die zwischen 1881 und 1908 entstanden sind. Hier gelingt Capocci die Entwicklung eines durchaus eigenständigen Stils, der sich in seiner formalen und klanglichen Orientierung, besonders in den späteren Sonaten, vom französischen Vorbild löst. Capoccis Werke wurden sowohl in Italien als auch im Ausland veröffentlicht.

## Werke (Auswahl)
- Oratorium San Atanasio, Text: Girolamo M. Marini, Rom 1863 (Musik verloren)
- Oratorium San Luigi re di francia all' assedio di Damiata in Egitto, Text: G. Neri, Rom 1863 (Musik verloren)
- Fantasia für Orgel, Rom 1887 (Fantasia per organo, composta per l'inaugurazione die due grandi organi di S. Giovanni in Laterano)
- Sechs Sonaten für Orgel (1881–1908)
- Piccoli studi per organo (Margarethe von Savoyen gewidmet)

Handschriften von Capoccis Kompositionen finden sich unter anderem im Archivo Musicale der Basilica San Giovanni in Laterano sowie im Archiv der Cappella di Sanctissimo Sacramento (Dom) in Urbino.